# Gnidia kundelungensis
Gnidia kundelungensis är en tibastväxtart som beskrevs av Spencer Le Marchant Moore. Gnidia kundelungensis ingår i släktet Gnidia och familjen tibastväxter. Inga underarter finns listade i Catalogue of Life.